# Gave

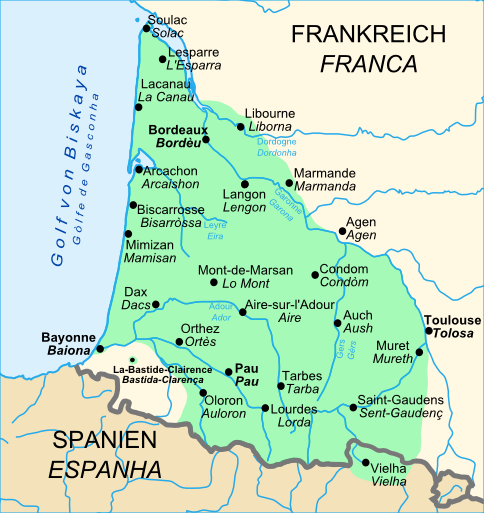
Die Flüsse liegen im SW der Gascogne und gehören zum Flusssystem des Adour

Unter Gave versteht man den Gattungsnamen für einen Wasserlauf in den französischen Pyrenäen, speziell in den historischen Provinzen Béarn und Bigorre, die heute in den Départements Pyrénées-Atlantiques und Hautes-Pyrénées liegen. Sie gehören allesamt zum Flusssystem des Adour.
Der uralte Name Gave wurzelt in vor-keltischer Zeit und hat seinen Niederschlag in der okzitanischen beziehungsweise gascognischen Sprache gefunden. Im letzten Jahrhundert wurde durch die Wiederbesinnung auf die alten Traditionen diese Art der Flussbezeichnung sehr populär, die alten Bezeichnungen wurden wieder gebräuchlich und verdrängen die bisher verwendeten oder werden als alternative Bezeichnung hierzu verwendet.
Bei der Anwendung der Bezeichnung im Einzelfall wird der Begriff Gave um den Namen einer Stadt oder einer Talschaft, aus der der Fluss kommt, ergänzt.
Beispiel 
- Gave d’Oloron bedeutet: Der Fluss, der aus der Stadt Oloron kommt.

Das Problem bei dieser Art der Flussbezeichnung besteht darin, dass ein Fluss in seinem Verlauf von der Quelle bis zur Mündung mehrfach seine Bezeichnung ändern kann, wenn für bestimmte Flussabschnitte andere Orte oder Täler relevant sind.
Beispiel
- Der Wasserlauf Gave de Brousset – Gave d’Ossau – Gave d’Oloron ändert zweimal seinen Namen, wird jedoch gemäß www.sandre.fr als einheitlicher Fluss unter dem Namen Gave d’Oloron beschrieben.

## Gaves in den Pyrenäen
| Gave d’Arratille  | Gave d’Arrens    | Gave d’Aspe            | Gave d’Azun      | Gave de Baralet       |
| Gave des Batans   | Gave de Belonce  | Gave de Bious          | Gave de Brousset | Gave de Cambalès      |
| Gave de Cauterets | Gave de Cestrède | Gave d’Estaing         | Gave d’Estaubé   | Gave d’Estom Soubiran |
| Gave de Gaube     | Gave de Gavarnie | Gave de Héas           | Gave d’Ilhéou    | Gave de Jéret         |
| Gave de Larrau    | Gave du Lavedan  | Gave de Lescun         | Gave de Lourdios | Gave de Lutour        |
| Gave du Marcadau  | Gave de Mauléon  | Gave d’Ossau           | Gave d’Ossoue    | Gave d’Oloron         |
| Gave de Pau       | Gaves Réunis     | Gave de Sainte-Engrâce | Soussouéou Gave  | Gave des Tourettes    |